# イギリス国鉄373形電車

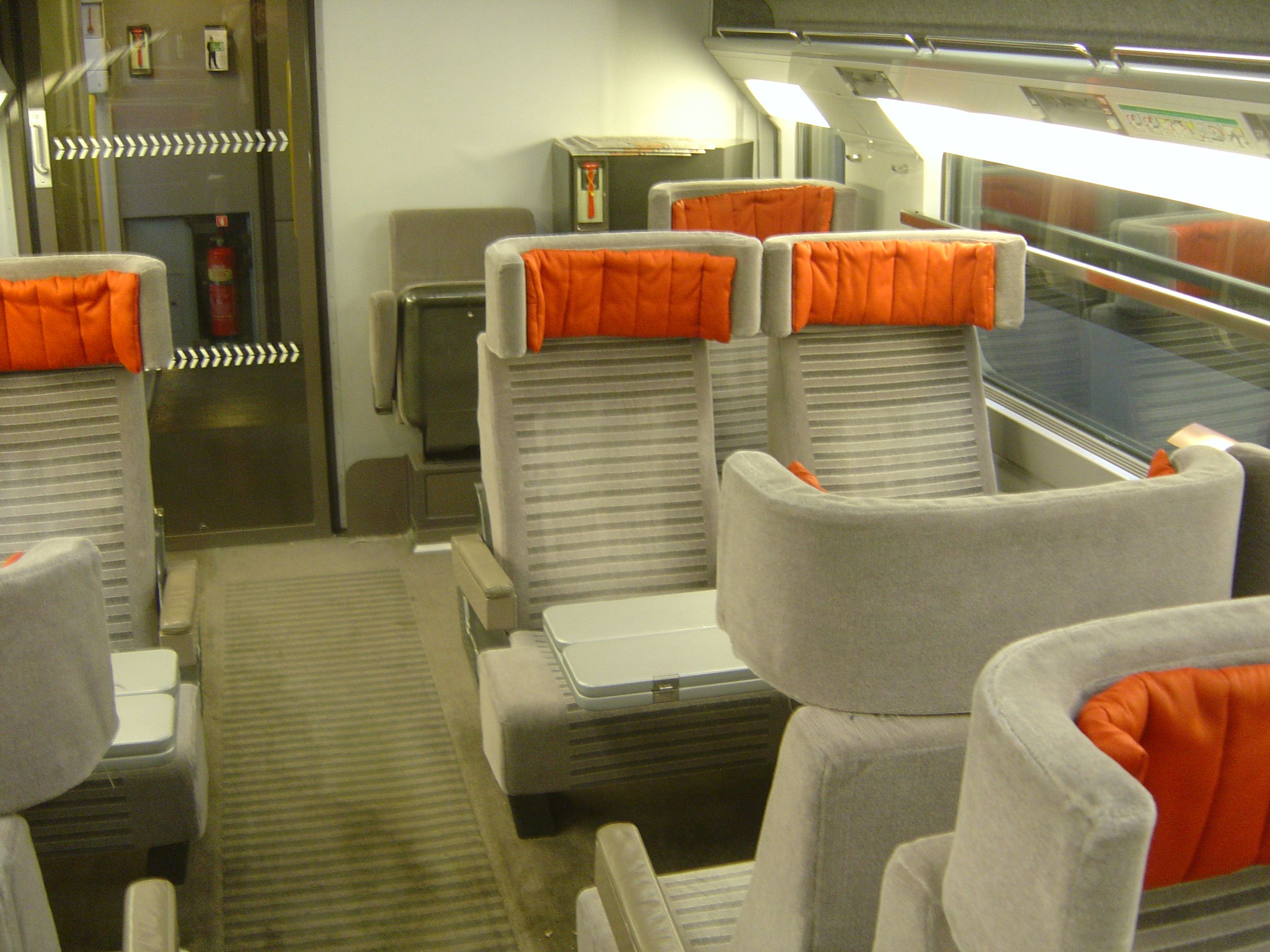
373形の車内

373形 (英: British Rail Class 373、) およびTGV TMSTは、イギリスのロンドン・セント・パンクラス駅とフランスならびにベルギーを結ぶユーロスターで使用されている動力集中方式の高速鉄道車両である。イギリスと英仏海峡トンネルでの運行向けにTGVに小改良を施して開発された。主な改良点はイギリスの車両限界規格へ適応するための車体小型化とイギリス式の非同期動力、そしてトンネルでの火災に備えた広範囲に渡る耐火処理である。
イギリス側の車両形式はTOPSでの分類に基づいて割り当てられた373形（Class 373）で、車種は電車に分類される。フランスではTGV 373000形と呼ばれる。計画段階においてはTrans Manche Super Trainの名称で認知されていた。
車体はGEC-アルストム社のラ・ロシェル、ベルフォール、ウォッシュウッド・ヒースで生産され、1993年に運用が開始された。373形はイギリスの列車では最も速い334.7km/h(208 mph)の最高速度記録を持っている。

## 形式・所有
2種類の編成が製造された。「三首都編成」（373/1形）は2両の動力車と2つの電動ボギー台車を含む18両の客車で構成され、もう一種類「ロンドン北部編成」（373/2系）は2両の動力車と2つの電動ボギー台車を含む14両の客車で構成された編成である。1編成は編成の中間部半分ずつに分けた物を一つとして構成されており、非常時の際は英仏海峡トンネルで編成の半分を切り離して走行することも可能である。前後のいずれかの車両に火災が発生した場合、片側の車両に乗客を避難させ、脱出させるためこの構造を採用している。それぞれの半編成は別に数えられる。
38編成のフル編成に1両の予備動力車を足して鉄道会社により発注され、その内訳はフランス国鉄16編成、ベルギー国鉄4編成、イギリス国鉄18編成（うち7編成はロンドン北部編成）であった。イギリス国鉄保有の編成はイギリス政府による国鉄民営化によって、ユーロスター運営会社の子会社であるロンドン・アンド・コンティネンタル・レイルウェイズに売却された。
現在、ナショナル・エクスプレスグループが40％、フランス国鉄が35％、ベルギー国鉄15％、ブリティッシュ・エアウェイズから成り立つ共同体によって管理されている。

## 整備
始終着駅のある3都市の近郊に検車場が設置されている。イギリスでは開業当初西ロンドンのグレート・ウェスタン本線に隣接しているノース・ポール国際車両基地で行われていたが、CTRLの2期区間が完成した2007年からはイースト・ロンドンのストラトフォード国際駅近くに設置されたテンプル・ミルズ車両基地(en:Temple Mills)に移転した。基地内には現在使われていないロンドン北部編成と予備動力車を常備している。フランスでの列車整備はパリの北にあるル・ランディ車両基地で行われている。ベルギーではブリュッセル・フォレスト車両基地で行われている。
ユーロスターで運行されている27編成は2004年から2005年に更新され、フィリップ・スタルクによる新しい内装とデザインに変わった。2等車はグレーと黄色のタイプからグレーと茶系の色に変わり、1等車はグレーとオレンジ系統の色に変わった。

## 運行

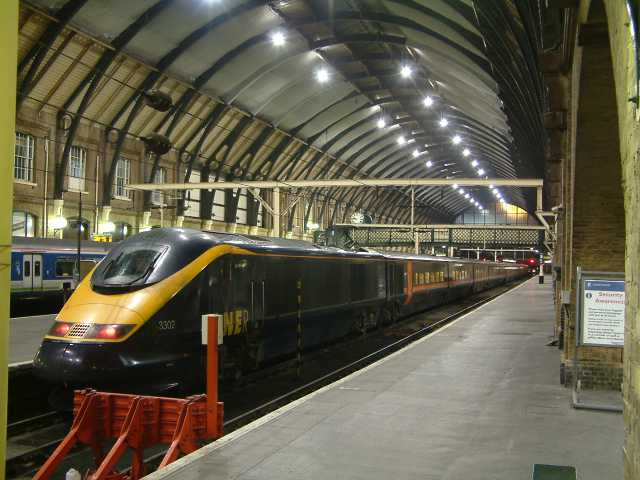
2000年から2005年までGNERに貸し出されていた373形 (キングス・クロス駅)

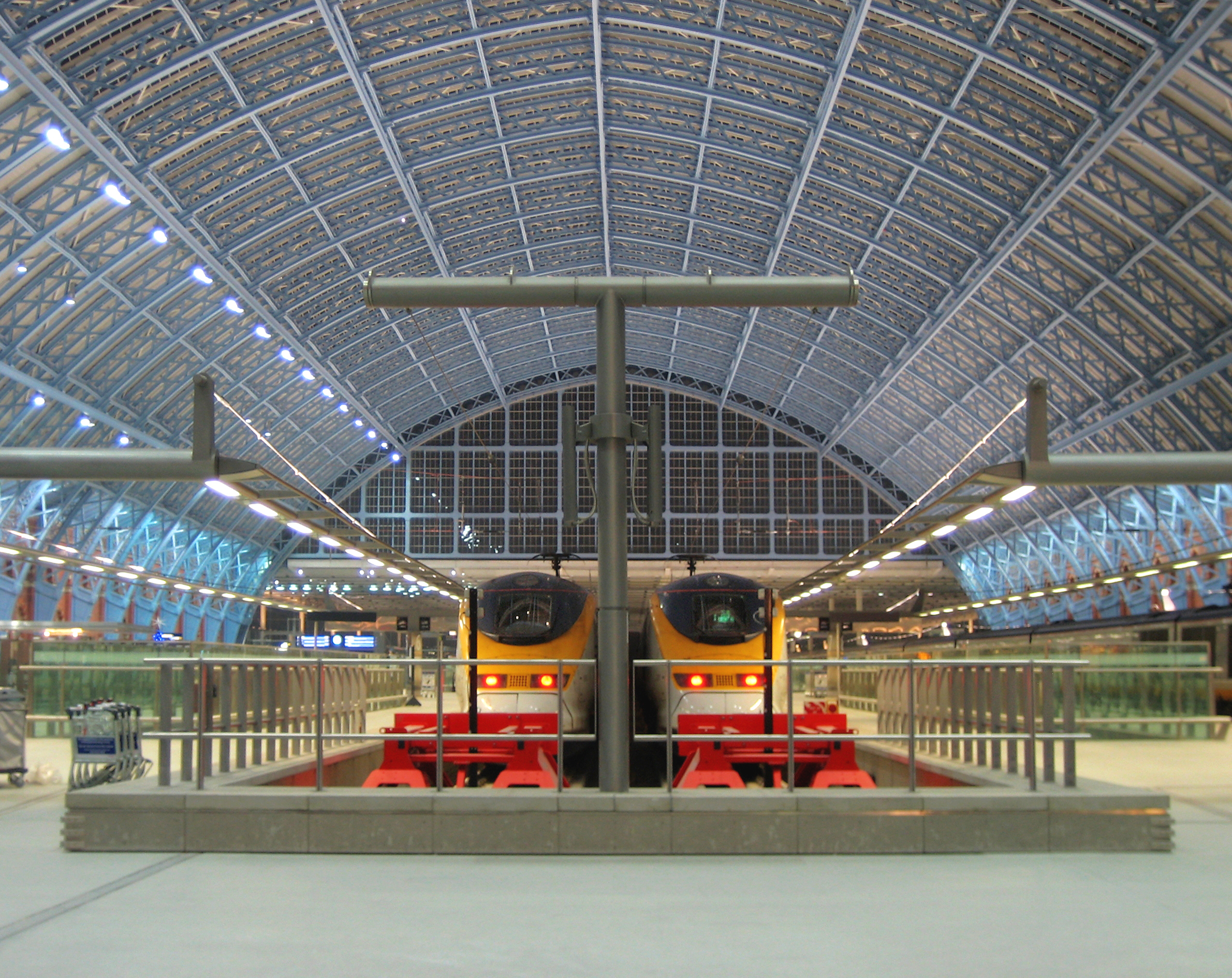
改装後のセント・パンクラス駅におけるユーロスターの車両

大半の編成はセント・パンクラス駅とパリ北駅、ブリュッセル南駅間のユーロスターで運行されている。一部はディズニーランド・パリや夏季のみアヴィニョン、冬季はフランスアルプスに程近い“Bourg-Saint-Maurice”にスキー列車として運行されている。
フランス国鉄持分のうち3編成はフランス国内で現在使用され、他のTGVと同様に銀に青の塗装となっている。
ロンドン北部編成は当初は大陸ヨーロッパから東海岸本線や西海岸本線を利用しロンドン以北の都市に直行するユーロスターの運行を目的としていた。しかし、航空機との時間的、料金的な競争から断念された。近年の格安航空会社の台頭も影響している。5編成はグレートノースイースタン鉄道（Great North Eastern Railway、GNER）に貸し出され、深紺色の塗装でキングス・クロス駅とリーズ駅間の白バラサービスに使用されていた。GNERへの貸し出しは2005年12月に終了し、2007年より13編成がフランス国鉄に貸し出されパリ - リール間のTGVで使用されている。
373形の増備車となる374形電車「ユーロスターe320」が2010年より導入された。また、ユーロスター用の全編成更新が行われ、外装のカラーリングが従来の白基調の物から、374形と同様のブルーとシルバーメタリックを基調としたものに改められている。これらの更新編成にはユーロスターe300の愛称が付与されている。しかし、374形の導入後、車両更新の対象から外れた編成の一部に廃車となる編成が出始めている。廃車となった編成の内、動力車の一両No.3308がイギリス国立鉄道博物館に収蔵されている。

## 編成詳細
| 形式    | 製造編成数 | 編成番号  | 半編成(動力車込) | 所属                              | 運行会社     | 現在の編成                | 運行区間                                                                                                  |
| ------- | ---------- | --------- | ---------------- | --------------------------------- | ------------ | ------------------------- | --- |
| 373/1形 | 22         | 3001-3022 | 10               | イギリス国鉄                      | ユーロスター | 3001-3022                 | ロンドン-パリ, ロンドン-ブリュッセル, ロンドン-ディズニーランド, ロンドン-アヴィニョン, ロンドン-アルプス |
| 373/1形 | 8          | 3101-3108 | 10               | ベルギー国鉄                      | ユーロスター | 3101-3108                 | ロンドン-パリ, ロンドン-ブリュッセル, ロンドン-ディズニーランド, ロンドン-アヴィニョン, ロンドン-アルプス |
| 373/1形 | 32         | 3201-3232 | 10               | フランス国鉄                      | ユーロスター | 3201/02/05-12/14-23/29-32 | ロンドン-パリ, ロンドン-ブリュッセル, ロンドン-ディズニーランド, ロンドン-アヴィニョン, ロンドン-アルプス |
| 373/1形 | 32         | 3201-3232 | 10               | フランス国鉄                      | IZY          | 3213/3224                 | パリ-ブリュッセル                                                                                         |
| 373/1形 | 32         | 3201-3232 | 10               | フランス国鉄                      | フランス国鉄 | 3203/04/25/26/27/28       | フランス国内                                                                                              |
| 373/2形 | 14         | 3301-3314 | 8                | イギリス国鉄 （ロンドン北部編成） | フランス国鉄 | 3301-07/09-14             | フランス国内                                                                                              |
| 373/2形 | 14         | 3301-3314 | 8                | イギリス国鉄 （ロンドン北部編成） | ユーロスター | 3308                      | テンプル・ミルズ車両基地に保留                                                                            |
| 予備    | 1          | 3999      | 1                | 予備動力車のみ                    | ユーロスター | 3999                      | テンプル・ミルズ車両基地に保留                                                                            |

## 性能
三首都編成は定員766名（1等206名、2等560名）で、ロンドン北部編成は定員558名（1等114名、2等444名）である。

### 電気方式
全ての編成は交流25,000V 50Hz（LGV、CTRL、および英国内の架線電化区間）、直流3,000V（ベルギー国内の在来線）、直流750V（英国内第三軌条電化区間）の3電源に対応している。フランス国鉄所有の5編成は更に直流1,500Vを含む4電源に対応し、パリ以南のフランス国鉄在来線も走行可能である。
集電装置はワンアーム型パンタグラフを両端の動力車に交流区間用と直流区間用の二基をそれぞれ搭載する。
2007年のCTRLの二期区間がセント・パンクラス駅まで開業すると、リールから英仏海峡トンネルを経由してテンプル・ミルズ新車両基地、本来計画されていた西海岸本線や東海岸本線への直通運転も可能になる。余分になる第三軌条に対応した設備は編成から撤去される可能性もある。

### 保安装置
様々な地域で運行されるために全ての地域に対応したシステムが装備されている。
- AWS - イギリスの自動列車停止装置
- TPWS - AWSからの供給による警告装置。
- TVM - フランスやベルギーの高速新線LGV・HSLで使用される自動列車制御装置
- KVB - フランスの色灯信号による自動列車停止装置
- MEMOR - ベルギーの保安システム

### 記録
- 2003年7月30日にCTRLでユーロスター3313・14編成がイギリスでの鉄道最高速度記録である334.7km/hを記録。それまではAPT[5]が1979年12月20日に記録した259.5km/hが最高だった。
- 2006年5月16日に無停車での最長距離を記録した。3209/10編成がロンドン・カンヌ間1,421kmを7時間25分で走破したが、これはダ・ヴィンチ・コードとユーロスターが共同で主演のトム・ハンクスとオドレイ・トトゥ、監督のロン・ハワードが乗車し「The Da Vinci Code prior to its journey to the film premiere at the Cannes Film Festival」と列車を名付けカンヌ国際映画祭へ向けて運行したものである。
- 2007年9月4日に11月よりセント・パンクラス駅とCTRLの新区間に乗り入れるユーロスターの編成がロンドン・パリ間で新しい最高速度記録を樹立した。パリを午前9時44分(BST)に出発した最初の列車は、新線区間を経由しセント・パンクラス駅に2時間3分39秒後に到着した。フランス国内では325km/h、英国内では314km/hの最高速度を記録した[6]。